# Norra Maalhosmadulu atoll
Norra Maalhosmadulu atoll är en atoll i Maldiverna. Den ligger i norra delen av Maldiverna, mellan 140 och 200 kilometer norr om huvudstaden Malé.
Atollen har 86 öar och är cirka 65 km lång och knappt 30 km bred på det bredaste stället. Tillsammans med öarna Alifushi och Etthingili ingår Norra Maalhosmadulu atoll i den administrativa atollen Raa atoll.